# Bård

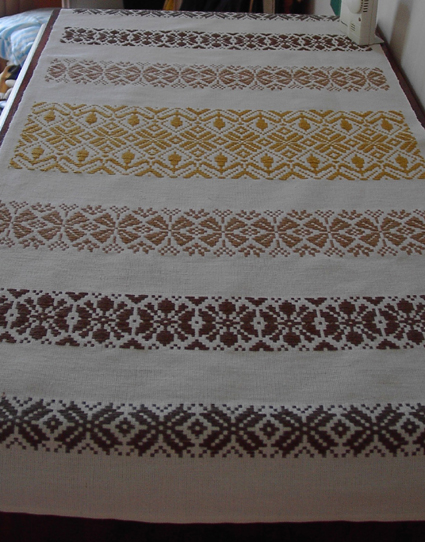
Bårder av upphämta i löpare

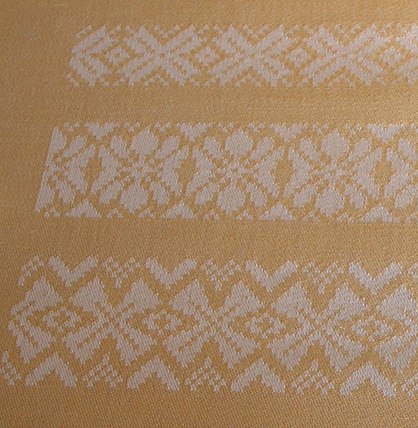
Samma bård men i damast med drag.

Bård är ett visst område av ett tyg, som är mönstrat på ett särskilt sätt jämfört med bottenbindningen. Bården kan ha varierande storlek och omfattning men kan i extremfallet också täcka hela tyget, särskilt om det är olika slags bårder som bildar tygets helhet.

## Typer av bård
- Agraman är en bård som är vävd eller utförd som snörmakeriarbete. Agraman används till inredningstextilier eller möbler.